# Romanian Open 1994
Il Romanian Open 1994 è stato un torneo di tennis giocato sulla terra rossa di Bucarest in Romania. È stata la 2ª edizione del torneo, che fa parte della categoria World Series nell'ambito dell'ATP Tour 1994. il torneo si è giocato dall'11 al 18 settembre 1994.

## Campioni

### Singolare
Franco Davín ha battuto in finale  Goran Ivanišević con il punteggio di 6–2, 6–4

### Doppio maschile
Wayne Arthurs /  Simon Youl hanno battuto in finale  Jordi Arrese /  José Antonio Conde con il punteggio di 6–4, 6–4